# Richard Cheese and Lounge Against the Machine
A Richard Cheese and Lounge Against the Machine egy lounge zenét játszó paródiazenekar, mely Los Angelesből indult útjára. A zenekar különböző stílusú ismert számokat játszik Frank Sinatrát, Dean Martint és Tony Bennettet idéző előadásmódban a lounge swing műfajában. Első albumukat a Lounge Against the Machine-t 2000-ben, azóta pedig további hatot adtak ki. A nevük a Rage Against the Machine paródiája.

## Jelenlegi tagok
- Richard Cheese vokál
- Bobby Ricotta zongora és billentyűk
- Frank Feta dobok és ütős hangszerek
- Bobby Bleu basszusgitár

## Diszkográfia
- Lounge Against the Machine (album) (2000)
- Tuxicity (2002)
- I'd Like a Virgin (2004)
- Aperitif for Destruction (2005)
- The Sunny Side of the Moon: The Best of Richard Cheese (2006)
- Silent Nightclub (2006)
- Dick at Nite (2007)
- Viva La Vodka: Richard Cheese Live (2009)
- OK Bartender (2010)
- Johnny Alpha: Lavapalooza (2010)
- Live At The Royal Wedding (2011)
- A Lounge Supreme (2011)
- Back in Black Tie (2012)
- The Royal Baby Album (2013)
- Cocktails With Santa (2013)
- Mucho Queso Compilation (2014)
- Bakin' At The Boulder (2015)
- Supermassive Black Tux (2015)
- The Lounge Awakens (2015)

## Külső hivatkozások
- Honlap